# Tygodnik Ostrołęcki
Tygodnik Ostrołęcki – tygodnik regionalny ukazujący się od 17 października 1982 roku, obecnie w pięciu powiatach na północno-wschodnim Mazowszu, dawniej będących częścią województwa ostrołęckiego: makowskim, ostrołęckim, ostrowskim, przasnyskim i wyszkowskim. 
Siedziba redakcji znajduje się w Ostrołęce.